# Forêt du Grand Matarum
La forêt du Grand Matarum est une forêt française de l'île de La Réunion, département d'outre-mer dans le sud-ouest de l'océan Indien. Elle est située dans le cirque naturel de Cilaos, sur le territoire de la commune du même nom ainsi que dans le parc national de La Réunion. Une grande partie est située dans la réserve biologique du Grand Matarum.